# Отход (военное дело)
Отхо́д — один из видов войскового манёвра: действия войск, применяемые с целью вывода подразделений, частей, соединений из-под ударов противника и занятия выгодного рубежа для обороны, проведения контратаки (контрудара), сокращения протяжённости линии фронта, выигрыша времени и других целей.
Отход может происходить с выходом из боя или преднамеренно вне соприкосновения с противником. Отход с выходом из боя осуществляется под прикрытием специально выделенных подразделений, которые активными действиями обеспечивают скрытность отхода и успешное его осуществление. Отход главных сил прикрывается действиями арьергардов, тыльных и боковых походных застав, организацией засад, устройством заграждений и разрушений. Отход производится только по приказу старшего начальника.